# Danmarks historie (1990-)
 For alternative betydninger, se Danmarks historie (flertydig). (Se også artikler, som begynder med Danmarks historie)
Danmarks historie (1990-2025) indledtes af en række begivenheder, der var af stor betydning for nutidens Danmark. I 1989/90 forsvandt opdelingen mellem øst- og vest-blokkene, og den kolde krig sluttede med Sovjetunionens opløsning i 1991. Globalisering er siden 1990'erne blevet et hyppigt anvendt begreb, som signalerer, at danskerne blev stadig mere afhængige af omverdenen, økonomisk, politisk og socialt. I forlængelse heraf blev småstatsagendaen, hvor landet fortrinsvis havde ført en tilpasningspolitik til stormagterne, afløst af en mere aktivistisk linje i udenrigspolitikken, hvor Danmark bl.a. deltog i fredsskabende operationer. Terrorangrebet den 11. september 2001 betød, at S-R-regeringen støttede aktionen mod terrorisme i Afghanistan. Denne udenrigspolitiske linje blev forstærket, da den efterfølgende regering under Anders Fogh Rasmussen tilsluttede sig den amerikansk ledede krig i Irak.
Indenrigspolitisk startede perioden med Tamilsagen, som i 1993 afsluttede mere end 10 år med konservativt ledede regeringer. De følgende årtier var præget af stabile flertal bag regeringerne, først under ledelse af Socialdemokratiet, i 2001-11 under ledelse af Venstre og derefter igen af Socialdemokratiet. Balanceproblemerne i økonomien, især ledigheden, der i 1993 nåede sit højeste niveau i efterkrigstiden, blev efterhånden effektivt bekæmpet af de skiftende regeringer. Der var i stort set hele perioden overskud på betalingsbalancen, og ved udgangen af 2011 havde Danmark det største overskud overfor udlandet nogensinde.
Danmark oplevede økonomiske opsving både midt i 90'erne (1994-2000) og midt i 00'erne (2004-07). Opsvinget i 00'erne slog ud i en decideret overophedning, hvor stigende efterspørgsel forårsagede en kraftig stigning i huspriserne og låntagning i friværdien. Ophedningen blev ikke mindst stimuleret af en generelt ret lempelig finanspolitik. I 2007 opstod finanskrisen i USA, og den spredte sig i de følgende år også til Danmark. En række danske banker, som havde indlånsunderskud, kom i økonomiske problemer, og flere af disse gik konkurs. Samtidig oplevede Danmark flere år med negativ økonomisk vækst (2008, 2009 og 2012), og arbejdsløsheden steg igen fra et lavpunkt i 2008.

## Erhvervsliv, teknologi og økonomi
I løbet af 1980'erne og 90’erne ændrede landets erhvervsgrundlag sig. Servicesektoren, som i hele perioden stod for over halvdelen af den samlede beskæftigelse, fortsatte sin fremgang. Industrien gennemgik forandringer, som betød øget satsning på vedvarende energi, elektronik og medicinske produkter. I landbruget, der dog i hele denne periode var et meget lille erhverv, gik sammenlægninger, mekanisering og industrialisering hånd i hånd med en strategi, der sigtede på store mængder af billige enheder (flæskekød, kyllinger, mejerivarer osv.). Danmarks placering i den internationale konkurrenceevne blev i 1990'erne afgørende for den økonomiske politiks udformning, og tendensen fortsatte det følgende tiår.
I hjemmene trængte pc'er og mobiltelefoner frem. Køkkener og badeværelser blev fornyet, men samtidig ønskede danskerne at tage på ferierejser og at beskæftige sig med sundhed og velvære. Modsvarende satte fedme, stress og nedslidning sit præg på udgifterne til lægehjælp, sygehusbehandling og overførselsindkomster. Af særlig betydning for kommunikationen var internettets etablering i 1992, som bl.a. lagde grunden til elektroniske pengetransaktioner og etableringen af komplicerede netværksløsninger. Under den økonomiske højkonjunktur i midten af 2000-tallet steg huspriserne og dermed også boligkøbernes gældstiftelse markant; med finanskrisen i 2008 bristede derpå den såkaldte "boligboble" med stærkt faldende priser på ejerboliger til følge.

### Finanskrisen
Uddybende artikel: Den økonomiske krise i Danmark i 2008.
Finanskrisen var en udløber af af den globale økonomiske krise i 2008 og har resulteret i flere bankkrak, konkurser, faldende huspriser, stigende renter og generel økonomisk afmatning. De nødlidende banker havde udlånt flere penge, end de havde i indskud fra kunderne og blev tvunget til at finde kapital på de internationale finansmarkeder. Krisen satte en brat stopper for stigningen i huspriserne, som fra efteråret 2007 til foråret 2012 faldt med ca. 20%. Samtidig steg ledigheden fra 2,7 % af arbejdsstyrken i 2008 til 6,3 % i 2010, hvorefter den er forblevet nogenlunde stabilt på samme høje niveau.

### Underskud på statens finanser
Uddybende artikel: Danmarks statsgæld.
En af følgerne af finanskrisen var, at der igen er kommet underskud på de offentlige finanser efter mange års uafbrudt overskud. Samtidig forøgedes statens bruttogæld. Den steg således fra ca. 196 mia. kr. i 2008 til ca. 302 mia. kr. i 2009; gælden havde ellers været støt faldende siden 1996. En del af dette underskud skyldtes hjælpepakker til bankerne. Redningsaktionerne over for bankerne er fortsat i flere år, og i oktober 2013 er der i alt blevet vedtaget 6 bankpakker i Danmark siden finanskrisens start.
Uddybende artikel: Bankpakke.

## Regeringsdannelserne
Tamilsagen bevirkede, at den konservativt ledede regering måtte gå af, efter at Tamilrapporten var offentliggjort af Mogens Hornslet i januar 1993. 11. juni 1993 blev en rigsretssag imod daværende justitsminister Erik Ninn-Hansen indledt ved en Folketingsbeslutning. Den 14. januar 1993 kl. 1800 meddelte statsminister Poul Schlüter regeringens fratrædelse, hvorefter Radikale Venstre, Centrum-Demokraterne og Kristeligt Folkeparti skiftede side politisk og gik i regeringssamarbejde med Poul Nyrup Rasmussen, der overtog magten uden et folketingsvalg.

### Poul Nyrup Rasmussens regeringsperiode
Uddybende artikler: Regeringen Poul Nyrup Rasmussen I, II og III.
Poul Nyrup Rasmussen havde i 1992 overtaget posten som socialdemokratiets formand og statsministerkandidat, da Svend Auken ikke kunne få midterpartierne på sin side. Regeringen bestod oprindelig af 4 partier, som blev reduceret til 2 partier, efter Kristeligt Folkeparti røg ud af Folketinget ved valget 1994 og Centrum-Demokraterne forlod regeringen i 1996. Regeringen opnåede genvalg i 1994 og igen i 1998 efter et tæt valg, hvor Nyrup først kunne erklære sig som vinder, efter at stemmerne på Færøerne var talt op. Poul Nyrup havde under valgkampen i 1998 givet garanti for, at der ikke ville blive foretaget indgreb i efterlønnen, men alligevel ændrede Folketinget i 1999 ordningen, således at den bl.a. krævede medlemskab af en A-kasse i 25 år ud af de seneste 30. Samtidig skulle man nu betale et særligt efterlønskontingent for at kunne deltage i ordningen. Ved det efterfølgende valg mistede regeringen flertallet, efter at den borgerlige opposition i valgkampen havde anklaget Nyrup Rasmussen for løftebrud, og Anders Fogh Rasmussen kunne indtage statsministeriet som leder af en VK-regering med støtte fra Dansk Folkeparti.

### Anders Fogh Rasmussens regeringsperiode
Uddybende artikler: Regeringen Anders Fogh Rasmussen I, II og III.

#### Indvandrerpolitikken
Uddybende artikel: Immigration.
Dansk Folkeparti havde i valgkampen i 2001 krævet stramninger af reglerne for at give flygtninge permanent opholdstilladelse og for familie-sammenføringer. Resultatet heraf blev bl.a. indførelse af 24-årsreglen i 2002 og forskellige regler, der skulle fremme integrationen.

#### Skattestoppet
Skattestoppet var en hjørnesten i den første Fogh Rasmussen regerings regeringsgrundlag fra november 2001. Skattestoppet indebar som udgangspunkt, at ingen skat eller afgift hæves. Samtidig indeholdt det det såkaldte nominalprincip, der betød, at ejendomsværdiskatten og en række punktafgifters reale værdi blev direkte udhulet, fordi skatteindtægterne ikke længere kunne følge med den almindelige inflation. Skattestoppet og især nominalprincippet blev kritiseret af en række fagøkonomer, men var ganske populært i befolkningen. Sammen med en generel økonomisk fremgang var skattestoppet og indvandrerpolitikken medvirkende til, at regeringspartierne og Dansk Folkeparti fastholdt regeringsmagten efter valget den 8. februar 2005.

#### Socialdemokratiet skifter formand
Nyrup Rasmussen måtte pga. valgnederlaget i 2001 vige pladsen som formand for socialdemokratiet til Mogens Lykketoft, men efter valgnederlaget i 2005 trak han sig tilbage fra posten, som blev indtaget af Helle Thorning Schmidt. Folketingsvalget tirsdag den 13. november 2007 gav endnu en valgsejr til VK-regeringen efter en valgkamp, hvor indvandrerpolitikken igen var i centrum.

#### Strukturreformen
Uddybende artikel: Strukturreformen.
I april 2004 fremlagde regeringen (Venstre og Det Konservative Folkeparti) et udspil til en reform af den administrative inddeling af landet. Dette udspil havde sit afsæt i Strukturkommissionens betænkning (januar 2004). Udspillet dannede efterfølgende grundlag for forhandlinger mellem regeringen og Folketingets øvrige partier. Forhandlingerne resulterede i juni 2004 i en aftale om en reform mellem regeringen og Dansk Folkeparti.
Strukturreformen erstattede den struktur med kommuner og amter, der blev indført med Kommunalreformen i 1970 (se også Kommunalreform om tidligere kommunalreformer i Danmark). De 13 amter blev nedlagt og overført til 5 regioner, hvis hovedopgave er at drive de offentlige hospitaler. Samme år blev det udvidede frie sygehusvalgs behandlingsgaranti udvidet og patienternes ret til behandling på privathospital blev afkortet til en måneds ventetid. Det øgeede pres på privathospitalerne foranledigede en aftale mellem indenrigs- og sundhedsminister Lars Løkke Rasmussen og privathospitalerne, som senere er blevet kritiseret af Rigsrevisor i november 2009, fordi det offentlige angiveligt havde betalt overpris for ydelserne.

#### Skattereformen 2009
I februar 2009 var Lars Løkke Rasmussen hovedforhandler på den politiske aftale bag skattereformen ”Forårspakke 2.0 – Vækst, klima og lavere skat”. Reformen var en konkret udmøntning af VK-regeringens ambition om at sænke skatten på arbejde og hæve afgifterne på forurening. Reformen betød bl.a., at mellemskatten blev afskaffet, at bundskatten blev sat ned, og at indkomstgrænsen for topskat blev øget. Finansieringen bestod bl.a. i en formindskelse af skatteværdien af de fleste fradrag. Værdien af rentefradrag og ligningsmæssige fradrag blev således reduceret med op til 8 %. Reformen indeholdt den største sænkning af marginalskatten for højindkomstgrupperne siden indkomstskattens indførelse i 1903.

### Regeringen Lars Løkke Rasmussen
Uddybende artikel: Regeringen Lars Løkke Rasmussen I.
Fogh Rasmussen tiltrådte den 1. august 2009 stillingen som NATO's generalsekretær. Han havde forud herfor trukket sig som statsminister den 5. april 2009 og overladt posten til Lars Løkke Rasmussen. Dennes første store udfordring var det stigende underskud på statens regnskab, som især var forårsaget af finanskrisen. 23. februar 2010 lavede Lars Løkke en omfattende ministerrokade for at markere,at der ikke blot var tale om en videreførelse af den forrige regering. Regeringen gennemførte herefter bl.a. en dagpengereform og opnåede i foråret 2011 til enighed med Dansk Folkeparti og Det radikale Venstre om en tilbagetrækningsaftale, der reducerede mulighederne for at gå på efterløn og samtidig fremrykkede den forøgelse af folkepensionsalderen, der allerede tidligere var aftalt i velfærdsforliget fra 2006.
Ved folketingsvalget 15. september 2011 måtte Lars Løkke Rasmussen erkende, at den hidtidige VK-regering havde lidt et valgnederlag til den socialdemokratisk ledede opposition, og erklærede derfor, at han dagen efter ville indgive regeringens afskedsbegæring til Dronningen.

### Regeringen Helle Thorning-Schmidt
Uddybende artikel: Regeringen Helle Thorning-Schmidt I.
Regeringen Helle Thorning-Schmidt I (S-R-SF-regeringen) tiltrådte som Danmarks regering den 3. oktober 2011 efter de tre partiers, og Enhedslistens, flertalssejr ved folketingsvalget den 15. september 2011. Regeringsgrundlaget var præget af forslag til løsning af det store underskud på statsbudgettet, som var oparbejdet siden finanskrisen. Et forslag til skattereform, fremsat i maj 2012, blev af Venstre betegnet som "løftebrud" og medvirkede til den for Socialdemokratiets vedkommende dårligste meningsmåling nogensinde. Forslaget blev grundlaget for den aftale om en skattereform, som regeringen indgik med de borgerlige partier i sommeren 2012. Den medfører højere beskæftigelsesfradrag og en højere topskattegrænse, blandt andet finansieret ved besparelser på forsvaret og ved en lavere stigning i en række overførselsindkomster.
Socialdemokratiet og SF havde som opposition i efteråret 2009 fremlagt en plan for et fremtidigt regeringssamarbejde, Fair Forandring, som fastholdt efterlønsforliget fra 2006, men skulle sikre, at alle erhvervsaktive skal arbejde 12 minutter ekstra hver arbejdsdag. Denne plan kunne imidlertid ikke gennemføres, blandt andet på grund af modstand fra fagbevægelsen, der ikke ønskede længere årlig arbejdstid oven i tilbagetrækningsaftalen fra 2011, som forlængede arbejdstiden over livet.
Kontroverserne mellem regeringen og dens støtteparti blev midlertidig bilagt, da parterne indgik en finanslovsaftale for finansåret 2013, hvor der bl.a. blev afsat økonomiske midler til uddannelsestilbud til de ledige, der ville falde for de nye dagpengeregler i foråret 2013; 
men da regeringens vækstplan blev vedtaget den 24. april 2013 af alle partier i Folketinget, bortset fra Enhedslisten og for anden dels vedkommende Dansk Folkeparti, opstod nye uoverensstemmelser med det formelle støtteparti.
Med et indgreb i lærerlockouten 2013 i april 2013 afsluttede regeringen en månedlang konflikt mellem KL og Danmarks Lærerforening.

### Regeringen Helle Thorning-Schmidt II
Regeringen Helle Thorning-Schmidt II blev dannet 3. februar 2014 og fungerede til 28. juni 2015 som Danmarks regering. Statsminister var Helle Thorning-Schmidt fra Socialdemokraterne måtte omdanne sin regering efter at Socialistisk Folkeparti (SF) valgte at udtræde af den daværende regering. Regeringen bestod herefter af ministre fra Socialdemokraterne og Radikale Venstre.

### Regeringen Lars Løkke Rasmussen II
Uddybende artikel: Regeringen Lars Løkke Rasmussen II.
Lars Løkke Rasmussen kunne for anden gang danne regering den 28. juni 2015, hvor hans nydannede ministerium efterfulgte Helle Thorning-Schmidts anden regering som følge af, at Venstre, Dansk Folkeparti, Liberal Alliance og Det Konservative Folkeparti tilsammen fik 90 mandater (og dermed flertal) i Folketinget ved folketingsvalget den 18. juni 2015. I valgkampen forud for Folketingsvalg 2015 gik Venstre til valg på, at det "skal kunne betale sig at arbejde" og bebudede reformer af overførselsindkomsterne, nulvækst i den offentlige sektor og lettelser i topskatten. Der var dog ikke umiddelbart flertal for alle de nævnte initiativer i det nyvalgte folketing.

## Udenrigspolitik

### Forholdet til EU
Ved en folkeafstemning den 2. juni 1992 stemte de danske vælgere nej til Maastricht-traktaten (50,7% nej, 49,3% ja, deltagelse 83,1%
For at løse det heraf følgende problem indgik et bredt politisk flertal den 27. oktober 1992 Det Nationale Kompromis, som førte til Edinburghaftalen i 1993.
Danmark stemte ved en folkeafstemning den 28. september 2000 nej til euroen (53,2% imod, 46,8% for), og fastholdt dermed de fire forbehold, som var en del af det nationale kompromis i 1992. De følgende traktatændringer, Nice-traktaten og forfatningstraktaten blev tiltrådt af Danmark uden folkeafsteming.
Anders Fogh Rasmussen bebudede primo 2008 en ny euro-afstemning. Det kom dog ikke til at ske, og i dag er den almindelige forventning, at en eventuel ny dansk folkeafstemning ligger et stykke ud i fremtiden. En årsag hertil er ikke mindst, at meningsmålingerne siden foråret 2010 har udvist et stabilt dansk flertal imod udskiftning af kronen med euroen.

### Nye fjendebilleder
I årene efter terrorangrebene i 2001 blev det efterhånden mere og mere tydeligt, at Vesten havde fået nye fjender, nemlig de såkaldte "slyngelstater" og en diffust sammensat terrorbevægelse. Danmark var slået ind på en meget mere aktiv og udadvendt politik, og som konsekvens også på en ændret anvendelse af det danske forsvar. I 2003 indgik Danmark under ledelse af USA i koalitionen af villige lande, og invaderede Irak. I februar 2007 meddelte statsminister Anders Fogh Rasmussen at det danske engagement i Irak skulle mindskes og i august samme år blev landtropper trukket ud af landet og erstattet af fire observationshelikoptere. I 2006 bliver danske soldater indsat i Afghanistan under NATO's International Security Assistance Force (ISAF).
I 2025 deltager danske tropper således i militære operationer på Balkan og i Afghanistan.

## Finansieringen af velfærdssamfundet
Uddybende artikel: Den skandinaviske velfærdsmodel.
Uddybende artikel: Velfærdsstaten i Danmark.
I perioden fra omkring årtusindskiftet foregik en løbende offentlig debat af, om der i fremtiden ville være råd til at finansiere velfærdssamfundet, eller med et fagøkonomisk udtryk: Om finanspolitikken var holdbar i det lange løb. Debatten handlede især om de demografiske forskydninger med flere ældre i forhold til yngre, både på grund af pensioneringen af de store fødselsårgange fra 1940'erne og på grund af en stadig stigende levealder. Blandt andet som følge heraf blev finanspolitikken efterhånden omlagt til at tage mere langsigtede hensyn: Fra 1997 blev finanspolitikken tilrettelagt inden for rammerne af overordnede mellemfristede planer, som igen blev fastlagt ud fra et hensyn til holdbarheden på helt lang sigt. Samme tankegang førte til nedsættelsen af Velfærdskommissionen i 2004-05, og på grundlag af dens arbejde blev velfærdsforliget i 2006 indgået mellem regeringen, Dansk Folkeparti, Socialdemokratiet og Det Radikale Venstre. En af konsekvenserne var, at tilbagetrækningsaldrene (dvs. efterløns- og folkepensionsalder) skulle hæves med 2 år fra henholdsvis 2019 og 2024, og at begge aldre derefter skulle tilpasses hvert femte år i takt med den gennemsnitlige levealder. Velfærdsforliget vurderes i dag at have styrket den danske finanspolitiske holdbarhed meget markant. I de følgende år gennemførtes flere forskellige andre ændringer i de offentlige finanser. I 2011 vedtoges således tilbagetrækningsreformen, der begrænsede efterlønsordningen til tre år og fremrykkede de stigninger i efterløns- og folkepensionsaldrene, som oprindelig var aftalt i velfærdsforliget i 2006. Efter gennemførelsen af denne reform, som påvirker de langsigtede offentlige finanser positivt på grund af færre udgifter til overførselsindkomster samt flere skatteindtægter fra en større arbejdsstyrke, vurderedes det af bl.a. regeringen og de økonomiske vismænd, at den danske finanspolitik nu var blevet holdbar. I valgkampen forud for Folketingsvalg 2015 gik Venstre til valg på flere reformer af overførselsindkomsterne, nulvækst i den offentlige sektor og lettelser i topskatten. Selv om et flertal af Folketingets medlemmer pegede på Lars Løkke Rasmussen som statsminister, og denne dannede en mindretalsregering bestående af Venstre-ministre, var der ikke umiddelbart flertal for alle de nævnte initiativer.
Uddybende artikel: Finanspolitisk holdbarhed.

### Velfærdsstat eller konkurrencestat
Uddybende artikler: Konkurrencestaten (begreb) og Konkurrencestaten.
Det skabte debat, da den socialdemokratiske finansminister Bjarne Corydon i et interview i Politiken 23. august 2013 erklærede sig som tilhænger af konkurrencestaten og fastslog, at socialdemokratiets økonomiske politik er indstillet på konkurrencestatens betingelser, som bl.a. indebærer, at :"hvis man skal sikre opbakning til velfærdsstaten, må man fokusere på kvaliteten af de offentlige serviceydelser frem for på overførselsindkomster". Corydons syn på konkurrencestaten som en "positiv udvikling af velfærdsstaten" blev bifaldet af Kristian Jensen fra Venstre, mens Johanne Schmidt-Nielsen fra Enhedslisten beklagede, at "finansministeren har købt højrefløjens fortælling om, at velfærdssamfundet er en byrde for økonomien."
I et opfølgende interview i Politiken 26. januar 2014 understregede Corydon, at konkurrencestaten "både er et grundvilkår og et mønster", som giver rum for udvikling af velfærdsstaten. . Denne udvikling ville Corydon understøtte ved at satse stærkere på investeringer i uddannelse og forskning og mindre på overførselsindkomster.

## Værdikampen
Uddybende artikel: Værdikamp.
Anders Fogh Rasmussen erklærede i januar 2002, at han i sin kamp mod smagsdommere ville nedlægge nævn og råd.
” …Der er tendenser til et eksperttyranni, som risikerer at undertrykke den frie folkelige debat. Befolkningen skal ikke finde sig i løftede pegefingre fra såkaldte eksperter, der mener at vide bedst."  .
I februar 2006 udtalte han, at den borgerlige regering havde vundet første halvleg af kultur- og værdikampen. Han opsummerede flg. resultater:
- "Vi har gjort op med årtiers politisk korrekt meningstyranni.
- Vi har erstattet skatteplyndring med skattestop.
- Vi har fjernet socialstatens omklamring af individet og skabt frie muligheder for frie mennesker.
- Vores mål er et samfund, hvor skolerne igen fokuserer på grundlæggende færdigheder.
- Hvor selvstændige borgere kan udvikle det allerbedste, de har i sig.
- Vi er også gået til kamp imod den multikulturelle ideologi, der siger, at alt er lige godt. Fordi hvis alt er lige godt, så er alt ligegyldigt. Og det vil vi ikke acceptere." [28]

Naser Khader udtrykte den 4. juni 2010 sin kritik af, at partiet Venstre ifølge hans opfattelse havde forsømt værdikampen mod fundamentalismen i tiden med Lars Løkke Rasmussen som statsminister. Pia Kjærsgaard udtalte, at dette "svigt" omfattede hele den siddende regering.
Historikeren Michael Böss, der betegner sig selv som "værdikonservativ" har betegnet udviklingen i det danske samfund som "vejen mod det demente samfund"  Hovedtrækkene i "det demente samfund" er den politiske elites fokus på effektivisering og den heraf følgende historieløshed og manglende debat om de fælles værdier. Ifølge Böss er denne udvikling begyndt i 1990'erne, men især efter finanskrisen har den bredt sig til en stor del af den politiske elite. Som eksempler på "historieløse teknokrater" nævner han Helge Sander, Christine Antorini, Margrete Vestager og Lars Løkke Rasmussen.
Rune Lykkeberg har i kontrast hertil vurderet, at venstrefløjen har tabt værdikampen og er i krise på grund af en "anakronistisk forestilling om, at den først og fremmest tjener arbejdernes interesser."

### Kampen mod kulturradikalismen
Regeringens støtteparti, Dansk Folkeparti, udråbte de kulturradikale som hovedfjenden i værdikampen. Søren Krarup har været partiets mest aktive debattør i værdikampen, bl.a. når han fremhæver, at den kulturradikale venstrefløj dyrker en abstrakt mulitkulturel idealisme og en afgudsdyrkelse af FN’s Menneskerettighedserklæring. Dansk Folkeparti vil bekæmpe dette ved at sætte sig i spidsen for en folkelig national oprustning, der skal genvinde stoltheden ved "det særligt danske". Allerede i 1980'erne var Krarup aktiv fortaler for disse synspunkter, som bl.a. udtrykkes i flere bøger, senest i 2009.. Krarup finder, at kulturradikalismen er et udtryk for politisk korrekthed.

## Kultur
I 1996 afholdt København begivenheden Kulturby 96 og arrangerede i denne forbindelse en lang række kulturelle arrangementer. I 2017 var Aarhus sammen med Region Midtjyllands 18 andre kommuner Europæisk Kulturhovedstad. De danske TV - serier Borgen og Forbrydelsen opnåede i perioden 2007-2025 international anerkendelse; Serien om Forbrydelsen blev især en succes i Storbritannien, hvor den blev vist på BBC4.
Duoen Brødrene Olsen vandt i 2000 både det danske og det internationale Melodi Grand Prix i Stockholm 2000 med "Fly on the Wings of Love" – på dansk: "Smuk som et stjerneskud", hvilket betød, at det internationale Melodi Grand Prix i 2001 blev afholdt i København. Emmelie de Forest vandt i 2013 det internationale Melodi Grand Prix i 2013, hvorfor det internationale Melodi Grand Prix i 2014 skulle afholdes i Danmark og trods en del protester blev det afviklet på Refshaleøen.

## Sport
I sport opnåede Danmark en række bemærkelsesværdige resultater. Det danske fodboldslandshold vandt i 1992 europamesterskabet med en sejr i finalen på 2-0 over Tyskland. I 1998 nåede holdet til kvartfinalen ved verdensmesterskabet.
Det danske kvindelandshold i håndbold blev det eneste landshold (mænd og kvinder) nogensinde til at vinde OL-turneringen tre gange i træk, eftersom de vandt guld i 1996, 2000, og 2004. I 1997, blev holdet det første kvindehåndboldlandshold til at besidde alle de tre store titler samtidig (VM, OL og EM). Herrelandsholdet vandt EM-guld i 2008 og 2012 samt guld ved OL 2016.
Indenfor cykelsport opnåede Bjarne Riis en tredjeplads i Tour de France i 1995 og med sejren i samme løb året efter det formentlig største danske resultat i landevejscykling, som dog blev plettet af hans tilståelse i 2007 af at have taget EPO i perioden 1993-1998. 
Ligeledes i 2007 var Michael Rasmussen i den gule førertrøje i Tour de France, da han blev taget ud af løbet af sin sportsdirektør, fordi han havde fortiet sine opholdssteder i optakten til løbet.
Caroline Wozniacki opnåede 2010-2012 en placering som nummer 1 på verdensranglisten i tennis for kvinder. Herefter havde hun en række mindre gode år, indtil hun vandt WTA Tour Championships 29. oktober 2017 og sluttede som nr. 3 på verdensranglisten for dette år.
I atletik vandt Wilson Kipketer VM på 800 meter 1995 og 1997. Han satte også flere verdensrekorder på distancen.
Inden for svømning vandt Mette Jacobsen og Lotte Friis flere medaljer, sidstnævnte satte også verdensrekord i 1500 m fri i 2009. Under OL 2016 vandt Pernille Blume guld i 50 m fri.

## Politisk oversigt
I perioden 1990-2015 blev der afholdt 8 folketingsvalg.

### Mandatfordelingen i Folketinget 1990-2015
| 1990 12. december | 69 | 7  | 30 | 29 | 15 | 9 | 4 | 12 |    |    |  |    |   |   | 175 |
| 1994 21. september | 62 | 8  | 27 | 42 | 13 | 5 |   | 11 | 6  |    |  |    |   | 1 | 175 |
| 1998 11. marts | 63 | 7  | 16 | 42 | 13 | 8 | 4 | 4  | 5  | 13 |  |    |   |   | 175 |
| 2001 20. november | 52 | 9  | 16 | 56 | 12 |   | 4 |    | 4  | 22 |  |    |   |   | 175 |
| 2005 8. februar | 47 | 17 | 18 | 52 | 11 |   |   |    | 6  | 24 |  |    |   |   | 175 |
| 2007 13. november | 45 | 9  | 18 | 46 | 23 |   |   | 4  | 25 | 5  |  |    |   |   | 175 |
| 2011 15. september | 44 | 17 | 8  | 47 | 16 |   |   |    | 12 | 22 |  | 9  |   |   | 175 |
| 2015 20. november | 47 | 8  | 6  | 34 | 7  |   |   |    | 14 | 37 |  | 13 | 9 |   | 175 |
| Kilde: Benito Scocozza og Grethe Jensen: Politikens Etbinds Danmarkshistorie. 3. udgave, 2005, s. 452 f. (indtil 2001); herefter Danmarks Statistik:Resultater af Folketingsvalg, diverse årgange |    |    |    |    |    |   |   |    |    |    |  |    |   |   |     |

### Danske regeringer 1990-2017
| Regeringsnavn                        | Fra                | Parti(er)                                                                            | Kaldenavn           |  |
| Regeringen Poul Schlüter IV          | 18. december 1990  | Det Konservative Folkeparti, Venstre                                                 | KV-regeringen       |  |
| Regeringen Poul Nyrup Rasmussen I    | 25. januar 1993    | Socialdemokratiet, Centrum-Demokraterne, Det Radikale Venstre, Kristeligt Folkeparti | Rødkløverregeringen |  |
| Regeringen Poul Nyrup Rasmussen II   | 27. september 1994 | Socialdemokratiet, Det Radikale Venstre, Centrum-Demokraterne                        |                     |  |
| Regeringen Poul Nyrup Rasmussen III  | 30. december 1996  | Socialdemokratiet, Det Radikale Venstre                                              | SR-regeringen       |  |
| Regeringen Poul Nyrup Rasmussen IV   | 23. marts 1998     | Socialdemokratiet, Det Radikale Venstre                                              | SR-regeringen       |  |
| Regeringen Anders Fogh Rasmussen I   | 27. november 2001  | Venstre, Det Konservative Folkeparti                                                 | VK-regeringen       |  |
| Regeringen Anders Fogh Rasmussen II  | 18. februar 2005   | Venstre, Det Konservative Folkeparti                                                 | VK-regeringen       |  |
| Regeringen Anders Fogh Rasmussen III | 23. november 2007  | Venstre, Det Konservative Folkeparti                                                 | VK-regeringen       |  |
| Regeringen Lars Løkke Rasmussen I    | 5. april 2009      | Venstre, Det Konservative Folkeparti                                                 | VK-regeringen       |  |
| Regeringen Helle Thorning-Schmidt I  | 3. oktober 2011    | Socialdemokratiet, Det Radikale Venstre, Socialistisk Folkeparti                     | SRSF-regeringen     |  |
| Regeringen Helle Thorning-Schmidt II | 3. februar 2014    | Socialdemokratiet, Det Radikale Venstre                                              | SR-regeringen       |  |
| Regeringen Lars Løkke Rasmussen II   | 28. juni 2015      | Venstre                                                                              | V-regeringen        |  |
| Regeringen Lars Løkke Rasmussen III  | 28. november 2016  | Venstre, Liberal Alliance, Det Konservative Folkeparti                               | VLAK-regeringen     |  |